# Йожеф Мадараш
Йожеф Мадараш (угор. Madaras József; 16 серпня 1937, Рігмань (сучасний Муреш в регіоні Трансильванія) — 24 квітня 2007, с. Маріахалом, Комаром-Естергом, недалеко від Будапешту) — угорський актор кіно та телебачення, режисер.
Знявся у понад 80 фільмах.

## Вибрана фільмографія
- 1958 — Дзвони ідуть в Рим / A Harangok Rómába mentek
- 1961 — Пешські дахи / Pesti háztetök (Угорщина) — Візаш
- 1962 — Розповіді в поїзді / Legenda a vonaton
- 1962 — Жерміналь / Germinal (Франція) — в титрах не вказаний
- 1963 — Капітан Тенкеш / A Tenkes kapitánya
- 1964 — Капітан Тенкеш / A Tenkes kapitánya
- 1965 — Без надії / Szegénylegények
- 1966 — Холодні дні / Hideg napok (1966)
- 1966 — Отелло в Дюлахазі (телефільм)
- 1966 — Батько / Apa
- 1967 — Зірки та солдати — Іштван, угорський командир
- 1968 — Тиша та крик / Csend és kiáltás (Угорщина) — Карой
- 1968 — Фальшива Ізабелла / A Hamis Izabella — слідчий
- 1968 — Перець / Bors
- 1969 — Лев готується до стрибка / Az Oroszlán ugrani készül — Годо
- 1969 — Кинутий камінь / Feldobott kö — Шаму
- 1970 — Пацифістка / La Pacifista (Італія, Франція, ФРН)
- 1970 — Агнець божий / Égi bárány — отець Варга
- 1971 — Егей, Малюк! / Hahó, Öcsi! — глашатай
- 1971 — Тримайся за хмари / Kapaszkodj a fellegekbe! (Угорщина, СРСР) — епізод
- 1972 — Червоний псалом / Még kér a nép
- 1974 — Любов моя, Електра / Szerelmem, Elektra
- 1974 — Загадкове викрадення / A Dunai hajós
- 1975 — Михайло Строгов / Michel Strogoff (телефільм) (Австрія, Німеччина, Франція, Швейцарія) — Феофар-Хан
- 1976 — Людина без імені / Azonosítás
- 1977 — Щасливі роки мого батька / Apám néhány boldog éve
- 1978 — Туристи забавляються / Az Eröd — Муркета
- 1978 — Кінний завод / A Ménesgazda
- 1978 — 80 гусарів / 80 huszár — Андраш Корсос
- 1979 — Угорська рапсодія / Magyar rapszódia — Андраш Бакса
- 1979 — Експрес в Стамбул (телесеріал) — Грюліч
- 1979 — Варварське алегро / Allegro barbaro — Андраш Бакса
- 1981 — Серце тирана, або Боккаччо в Угорщині / A Zsarnok szíve, avagy Boccaccio Magyarországon
- 1987 — Сезон чудовищ / Szörnyek évadja — Камонді
- 1987 — Опікунство — Іштван
- 1989 — Вій V / Howling V: The Rebirth (Велика Британія)
- 1991 — Вальс «Блакитний Дунай» / Kék Duna keringö
- 2000 — Фільм / Film
- 2006 — Родичі / Rokonok

## Режисер
- 1985 — Az eltusszentett birodalom (телефільм)

## Нагороди та премії
- Срібна премія III Московського кінофестиваля за фільм «Розповіді в поїзді» (1963)
- Заслужений артист ВНР (1978)
- Премія імені Кошута (1996)